# Relación especial

La primera ministra británica Margaret Thatcher y el presidente estadounidense Ronald Reagan. Su fuerte vínculo fue un ejemplo de las relaciones entre el Reino Unido y los Estados Unidos a finales del.

«Relación especial» o «relación particular» («special relationship», en inglés), es un término que se utiliza en el entorno anglosajón para referirse a las relaciones de cooperación políticas, económicas, socioculturales e históricas entre el Reino Unido y los Estados Unidos o entre sus dirigentes políticos. El término se empleó por primera vez en un discurso pronunciado en 1946 por Winston Churchill. Ambos estados han mantenido relaciones estrechas en los principales conflictos armados durante los siglos XX y XXI.

## «Relación particular»
Aunque ambos gobiernos tienen estrechas relaciones con muchas otras potencias mundiales, el nivel de cooperación entre el Reino Unido y los EE. UU. en comercio, estrategia militar, ejecución de operaciones militares, tecnología de armas nucleares e intercambio de estrategias se considera especial. Se han señalado las estrechas relaciones entre los jefes de Gobierno británico y estadounidense , como Margaret Thatcher y Ronald Reagan, así como entre Tony Blair y Bill Clinton y George W. Bush. A nivel diplomático, por ejemplo, se entienden como “relación particular” las visitas políticas frecuentes y de alto perfil, con un amplio intercambio de información.

## Dudas acerca de la «relación particular»
No obstante, no todo el mundo está de acuerdo. Algunos críticos niegan la existencia de una "relación especial" y la califican de mito, significando algunos desencuentros notables entre ambos países.

### Desencuentros
Durante la Crisis de Suez de 1956, el presidente estadounidense Dwight Eisenhower amenazó con llevar a la quiebra la libra esterlina como represalia por la invasión británica de Egipto. Margaret Thatcher se había opuesto en privado a la invasión estadounidense de Granada en 1983, y Reagan presionó inicialmente, sin éxito, contra la guerra de las Malvinas de 1982. El presidente estadounidense Barack Obama consideró a la canciller alemana Angela Merkel como su "socia internacional más cercana" y acusó al primer ministro británico David Cameron de estar "distraído por otros asuntos" durante la intervención militar en Libia de 2011.

### Nuevos encuentros
Tras la elección de Donald Trump como presidente de Estados Unidos en 2017, el gobierno británico de los primeros ministros Theresa May y Boris Johnson buscó establecer "una nueva relación especial" con el gobierno de Trump. Trump afirmó que su relación con Theresa May era "de lo más particular", y elogió a Johnson como primer ministro, regocijándose de las comparaciones que se habían hecho entre ambos, respaldándolo durante las elecciones de 2019 y refiriéndose a él como el "Trump de Gran Bretaña".